# Пекельна Хоругва, або Різдво Козацьке
«Пекельна Хоругва, або Різдво Козацьке» — український художній фільм-казка 2019 року режисера Михайла Кострова. Сценарій до фільму базується на казці українського сценариста та казкаря-лірника Сашка Лірника «Про старого козака, різдвяного чорта, чотири роги і козацький рід».
Фестивальна прем'єра фільму відбулася 25 травня 2019 року в конкурсній програмі «Molodist Teen Screen» 48-го щорічного Київського міжнародного кінофестивалю «Молодість». У широкий український прокат вийшов 1 січня 2020 року.
Здавна козаки захищають українську землю, за що Чорт не може забрати їхні душі до Пекла. Одного разу Чорт і святий Петро б'ються об заклад, що коли нечиста сила зуміє утримати хоча б єдиного козака в Пеклі до Різдва, то козаки загинуть навічно. Знайшовши хитру лазівку в угоді, Чорт викрадає молодого козака Семена. Вони домовляються, що Семен отримає свободу за єдиної умови — виховає малих вередливих чортенят. Однак, те, що здається нездійсненним завданням, не лякає Семена.

## Сюжет
Батьки відправляють свого сина, молодого козака Семена Семирукого, на війну. В той же час із них збиткується Домовик. Козаки готуються до бою з кочовиками та маскуються чарами характерників. Несподівана поява Семена провокує бій, через який гинуть кілька козаків. Невидимі янголи забирають їхні душі на небо. Там святий Петро відправляє душі в Рай, а Чорт — у Пекло. Душі козаків не можуть увійти в Пекло, бо за захист рідної землі та вірність обіцянкам їм прощаються гріхи. Чорт б'ється об заклад зі святим Петром, що якщо зуміє утримати хоча б єдиного козака в Пеклі до Різдва, то козакам прийде кінець. Якщо ж ні, то козацький рід вестиметься вічно, а сам Чорт житиме з жінкою та тещею. Заручившись допомогою ворожки Мірели, Чорт обирає своєю ціллю Семена.
За якийсь час, узимку, Чорт влаштовує пастку для Семенового батька, Михтода. Чорт пропонує вибір: померти в лісі серед вовків, або, поклявшись нездоланним козацьким словом, дати за порятунок «те, що ти вдома не знаєш». Михтод погоджується, та коли повертається додому, то розуміє, що дав Чортові свого сина, котрий приїхав з Січі погостювати на святки. Семен іде в корчму побачитися з друзями та дівчатами. Козак перехитрює корчмаря, добувши всім вина безкоштовно. Чорт уже чекає Семена надворі та скидає його в колодязь.
Семен потрапляє в Пекло, де Чорт безуспішно намагається спокусити козака багатством, щоб той лишився добровільно. Проте Семен не хоче нічого брати і спершу сприймає все це за сон. Тоді Чорт пропонує подарувати йому свою дружину, відьму Ядвігу. Почувши про це, відьма сварить Чорта. Семен усвідомлює, що він справді в Пеклі й намагається втекти. Його переслідують упир з вовкулакою. Сила батькової клятви не дозволяє повернутися додому, Семену вдається лише підкинути свою сережку поблизу батьківської хати. Домовик знаходить її та показує Михтодові. Забравши сережку, Михтод зізнається дружині, що дозволив ошукати себе. Вона виганяє чоловіка з дому, наказавши не повертатися без сина.
Чорт обіцяє відпустити Семена, якщо той виховає чортенят, бо Ядвіга посварилася з ним і відцуралася сімейних справ. Семен погоджується, а Чорт вирушає робити зло. Він підбурює польського короля, турецького візира та московського царя піти війною на козаків. Чортенята глузують з Семена, за винятком найменшого, Васі. Чортеня зізнається, що не вміє за себе постояти. Семен обіцяє навчити його битися та випадково виявляє, що чорти бояться хресного знамення. Але спершу козак миє і стриже Васю.
Михтод звертається за допомогою до Домовика, але той не хоче допомагати, адже господар нешанобливо до нього ставиться. Михтод обіцяє виправитися, тоді Домовик, якого насправді звуть Веніамін, веде його до ворожки Мірели. Вона не знає де Семен, натомість її стара мати підказує, що козака можна витягнути з Пекла, якщо там тричі до Різдва без сонця проспіває півень. Домовик вважає, що це неможливо, та Михтод здогадується, що в корчмі є годинник з механічним півнем. Корчмар не хоче допомагати, пам'ятаючи витівку Семена, тож Михтод погоджується купити годинник. Корчмар згодом дарує його за умови, що Семен ніколи не ходитиме в його корчму. Коли помирає старий козак, Михтод звертається до його душі з проханням передати синові таємницю втечі з Пекла. Той знаходить Семена та передає йому годинник.
Тим часом Семен вчить Васю битися та займатися різними козацькими ремеслами. Коли інші чортенята намагаються відібрати у Васі цукерку, той показує, що вміє тепер за себе постояти. Чортенята поступово приєднуються до Семена, вчаться варити юшку та битися по-козацьки. Вони стають «Пекельною хоругвою імені Дідька Лисого». Коли Чорт повертається, козак вимагає повернути його, бо виконав угоду. Та Чорт навпаки розгніваний, адже чортенята стали козаками. Тоді Семен перехрещує Чорта, від чого той непритомніє. Семен вмикає годинник, півень кукурікає двічі, а потім Чорт отямлюється й ламає годинник. Вася зраджує козака, кажучи, що тепер, вміючи битися, піде на війну проти Січі. Чорт лишає годинник, що відміряє час до цілковитої поразки. Тоді Семен здогадується покласти годинник на бік, що зупиняє час. Військо всіх, підбурених Чортом, застигає. Отож, козак з чортенятами та Ядвігою вирішують тікати з Пекла, проте їм не вдається подолати чари. Вася ж викрадає справжнього півня та приносить його в Пекло. Світло Різдвяної зорі проникає в Пекло і півень кукурікає. Чорт змушений виконати обіцянку, але переносить Семена, Ядвігу та «Пекельну хоругву» на поле бою біля Січі. Воїни відбивають у ворогів світло Різдвяної зірки, від чого ті розсипаються.
На Різдво Михтод бачить, що Чорт став слугою ворожки та її матері. Семен вирішує одружитися з Ядвігою. А святий Петро промовляє з неба, що козацькому роду нема переводу.

## У ролях

### Актори першого плану
- Костянтин Лінартович — Михтод, батько Семена
- Григорій Бакланов — Семен Семирукий, молодий козак
- Леся Самаєва — Одарка, мати Семена
- Олександр Пожарський — Чорт
- Володимир Задніпровський — Шинкар Лейба
- Діана Розовлян — Ядвіга, відьма

### Актори другого плану
- Арам Арзуманян — Домовик Веніамін
- Данило Каменський — чортеня
- Артур Новіков — чортеня Василько
- Тетяна Міхіна — Мірела
- Дем'ян Шиян
- Георгій Лещенко
- Микита Балев
- Олег Замятін
- Олександр Логінов
- Андрій Костюк
- Денис Шевченко
- Ашот Арушанов
- Вікторія Ізюмська
- Сталіна Лагошняк
- Олена Хохлаткіна
- Леонід Захарченко
- Сашко Лірник
- Андрій Ляшук
- Олег Шушпанніков
- Євген Малуха
- Григорий Сиротюк
- Володимир Діденко
- Андрій Джил
- Ринат Хабібулін
- Єва Маріела
- Валентина Міщенко
- Олександр Мороз
- Андрій Мостренко — оповідач, озвучення
- Остап Петренко
- Марк Терещенко

### Актори дубляжу
- Дмитро Лінартович
- Олексій Череватенко
- Сергій Солопай
- Кирило Нікітенко
- Андрій Мостренко
- Василь Мазур
- Олександр Власюк
- Сергій Гаврилюк

## Виробництво

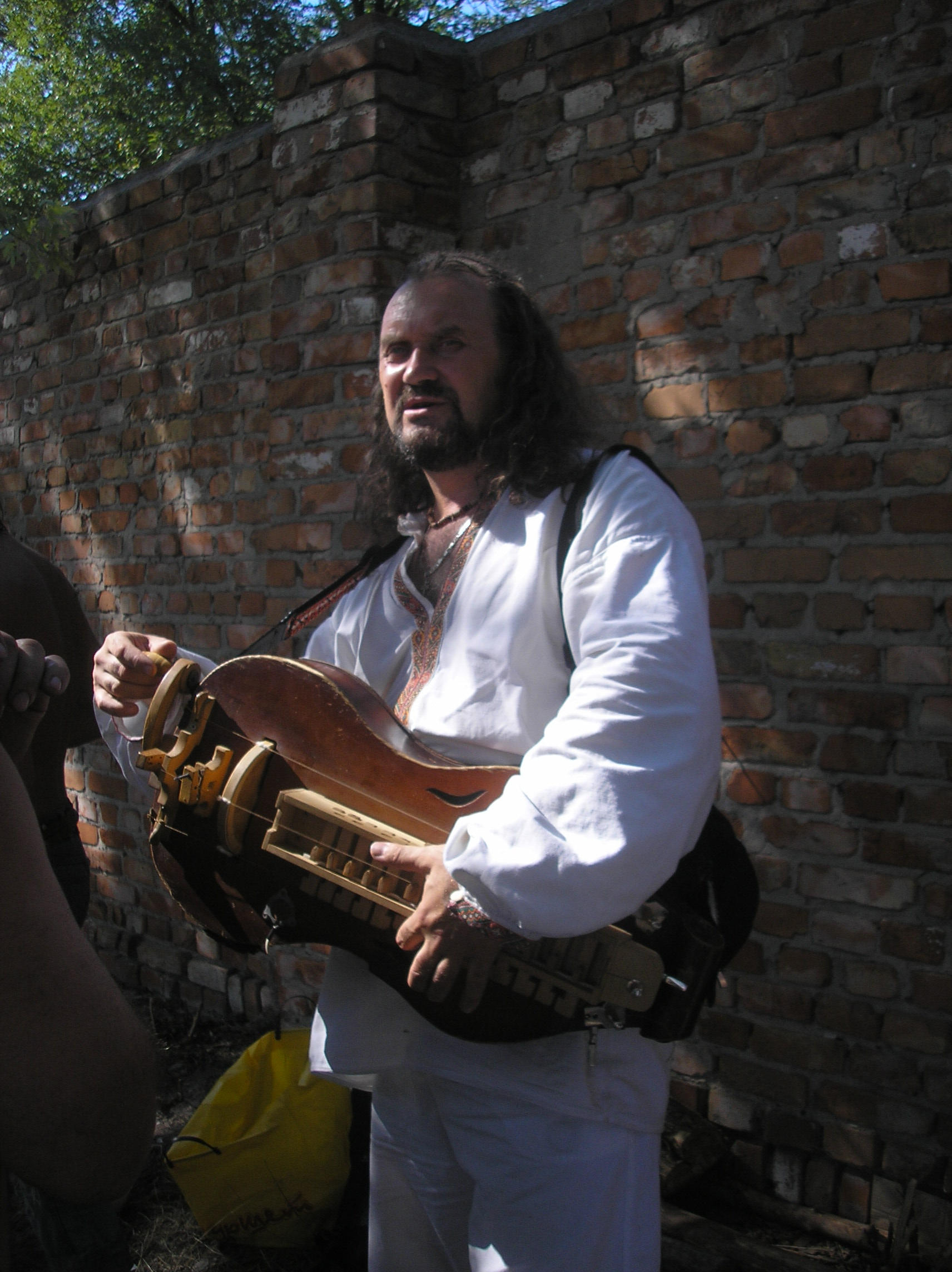
Автор книги «Про старого козака, різдвяного чорта, чотири роги і козацький рід», український казкар Сашко Лірник, за сценарієм якого знято фільм

### Кошторис
Фільм став переможцем 10-го пітчингу Державного агентства України з питань кіно. Про це було оголошено в червні 2017 року. Експертна комісія з-поміж 289 робіт, що стало рекордом, до другого туру Десятого пітчингу крім «Пекельна Хоругва, або Різдво Козацьке» відібрала ще 163 проєкти. Після презентаційних сесій, які тривали п'ять днів цей фільм набрав 40,25 бала (при прохідних 37 балах) у номінації «Ігрові дитячі фільми». Загалом, переможцями Десятого пітчингу 2017 року стали 78 стрічок. Кошторис фільму ~32 мільйони гривень, з них всі 32 мільйони — державні гроші.

### Сценарій
Сценарій до фільму базований на казці Сашка Лірника «Про старого козака, різдвяного чорта, чотири роги і козацький рід», яка була написана 1998 року. Ігор Грабович вважає його доволі вправним та вигадливим літературним першоджерелом, яке «вміло перенесене на екран». Також і Юлій Швець виокремлює в сценарії вміння розказати історію через характери цікавих персонажів, коли автор ретельно вивчив людей, аби їх історія стала нашою.
Автор у творі прагне навчити зберігати віру у людей та бути толерантними. Такими тут є козаки та інші герої. Навіть шинкар, за традицію в українській літературі, подається спочатку як хитрий та ощадливий торгівець. Але й він поступається своїми принципами надмірного заробітку заради визволення козака Семена з неволі. Втім, творці доповнили сюжет казки новими персонажами й сюжетними лініями. У сюжеті різдвяної казки фантазійно поєднані усі герої Вертепу — ангели і чорти, козаки, цигани та юдеї, а також відьми й домовики. У фільмі постає рай і пекло, а також підземелля, показуючи глядачеві розмаїту нечисть із давніх українських сказань та легенд. У цьому світі все балансує між світлом і темрявою. Герої у цій казці діють у часи героїчної та волелюбної Запорізької Січі — вільності українських козаків, які відчайдушно і сміливо захищали рідну Україну-Гетьманщину та не боялися ні чортів, ні смерті від ворогів, були сміливими й мужніми.
Автор дещо іронічно розмірковує, де місце українців у одвічній «фаустівській» суперечці Бога і Чорта. Куди потраплять козаки, що полягли у бою. Бог за козацьку гідність і боротьбу не за себе, а за правду, навертає їх до райських воріт, а нечистий наказує своїм посіпакам забрати козаків до Пекла. Козаки далеко не ідеальні: можуть і в чарку заглянути, злословити й посваритися. Але коли вони демонструють честь, уміють тримати слово та, найголовніше, проливають свою кров за інших, тож їхні гріхи можуть прощатися.
За словами самого Лірника, ще до початку Російсько-Української війни на Сході України у 2014 році, за сценарієм цієї казки хотіли поставити фільм у Москві, але Лірник відмовив, наполягаючи, що цей фільм має бути знятий тільки в Україні, оскільки не хотів, щоб росіяни «зробили чергову шароварну фігню».
У фільмі паралельно розкривається тема цінностей на прикладі української родини, де головні герої: літній козак Михтод (Костянтин Лінартович) та його дружина Одарка (Леся Самаєва), виховували сина — молодого козака Семена (харизма й органічна гра Григорія Бакланова). Це історія про те, як батьківська підтримка і віра та материнська любов дають людині силу і наснагу для вирішення життєвих негараздів.

### Фільмування
Картину фільмували на Київщині й у деяких місцях столиці, передусім у Національному музеї народної архітектури та побуту України в Пирогові. Підземний світ творили у знімальному павільйоні.
Фільм знімався в Україні, починаючи з березня 2018 року. Знімальний період завершився ще влітку 2018 року. Виробництво фільму було завершене у квітні 2019 року.

## Реліз
Уперше фільм демонструвався 25 травня 2019 року в конкурсній програмі «Molodist Teen Screen» 48-го щорічного Київського міжнародного кінофестивалю «Молодість».
Допрем'єрний показ стрічки «Пекельна Хоругва, або Різдво козацьке» відбувся в Києві у залі кінотеатру «Сінема-Сіті» напередодні Різдва — 23 грудня 2019 року. Фільм вийшов у широкий український прокат 1 січня 2020 року. Повторний прокат тривав напередодні Нового 2021 року — з 24 грудня.
Загалом за 2020 рік фільм у кінотеатрах України переглянули 118 977 глядачів. Загальна каса склала 9 642 675 грн. Це другий показник серед найкасовіших українських фільмів 2020 року.
Фільм демонструвався 16 травня 2021 року на 30-му кінофестивалі European Film Festival (EUFF) успішних європейських фільмів у Сінгапурі.

## Відгуки кінокритиків
Сашко Лірник, автор книги-першоджерела, на сюжеті якої базується стрічка, маючи певні претензії, похвалив фільм, що «зайшов» глядачеві. За його словами, «Нарешті з'явився не „смурняк“ і не фільм „про сумну долю і страждання“, а весела різдвяна казка-комедія про козаків… У нашому кіно козаки — герої, лицарі і небояки-невмираки. Як і є в українській ментальності і міфології. Веселі герої, які б'ють ворогів і на нечистій силі катаються».
Від українських кінокритиків же фільм отримав змішані відгуки. Так, Ольга Броскова, звертає увагу, що у стрічці — дуже смішній та з гарним гумором, окреслено переваги українців, які розумні, сміливі та допомагають слабшим. Слабке місце фільму — графіка, але «допоки українське кіно не може навіть віддалено похизуватися такими бюджетами як у Голлівуді, це можна пробачити», вважає кінокритик.
Також більше позитиву у фільмі вбачає Міла Роспопа, бо вдячності у неї значно більше, аніж зауважень. Вона називає стрічку першою українською кіноказкою для дітей та їх батьків, а також ти, хто «шукає добрі історії для святкового настрою». Через це фільм потрібно демонструвати на телеекранах, бо фільм схожий на ті передсвяткові телепроєкти, з якими у багатьох асоціюється Новий рік та Різдво.
Хоча, кінокритик, член експертних комісій Держкіно Ярослав Підгора-Гвяздовський відзначає, що в основі фільму важлива і правильна тематика — козаччина. Адже вона якраз надихає частину нашої історії, так само значущу саме зараз для всієї спільноти та цікаву для молодого покоління. Водночас він відгукнувся про стрічку негативно, назвавши фільм у переважній більшості більш схожими на телевізійну виставу, зафільмовану на плівку, ніж на повноцінний прокатний художній фільм. На це ще більше вказує невміла, аматорська акторська гра, особливо акторів-дітей.
Ще більше критикує стрічку «бутафорського фентезі, де козацьке міксується з містикою», Олександр Ковальчук. Він вважає, що «вишиватна фантазія» Лірника про козаків та нечисту силу мало чим відрізняється від Різдва, знятого на кшталт принципів Радянського Союзу, режисеркою Оленою Каретник у фільмі «Тільки диво». Я писав Ковальчук, «Їхня [творців фільму] вкраїнська ідилія-писанка (уся така потьомкінська) розкошує жахливою акторською грою (особливо, дітей), тупенькою музикою, несмішними жартами та застарілою графікою. Вбиває усю красу української готики».
Остап Українець звернув увагу, що творці фільму, прагнучи до стилізації, не показали козаків у побуті та в бою правдиво, в результаті чого вийшла шароварщина: «…буквально ніщо не заважало творцям зробити все правильно. Показати козаків так, як вони виглядали. Козацький бій так, як він виглядав. Український побут так, як він виглядав. Стилізовано, так. Але принаймні не брехливо. Стилізовано під реальність, а не під пародію, котру нам милостиво кинули з відмашкою „нате вам вашу культуру“. Нічого, крім зневаги, така позиція не заслуговує».
Серед тих, хто позитивно відгукнулися про фільм, був головний редактор газети «Культура і життя» Євген Букет, який в огляді для видання Український інтерес схвально відгукнувся про стрічку й зазначив, що фільм необхідно увести до списку обов'язкових для перегляду щорічно школярам перед Різдвом. Букет похвалив фільм тим, що в ньому розкривається тема родинних цінностей та підсумував свій огляд, зазначивши, що «Козацька казка для дітей і дорослих, де в сюжеті дотепно поєднані ангели й чорти, рай і пекло, домовики та гадалки, не залишить байдужим нікого. Історія протистояння потойбічним силам і зовнішнім агресорам тримає увагу глядачів з перших секунд до останнього кадру». Кінокритик інформагентства Укрінформ Ігор Грабович також схвально відгукнувся про стрічку, похваливши добре виписаний сюжет та підкресливши, що це «перша [українська] кіноказка, за яку не соромно».
У казці для сімейного перегляду, на думку Юлія Швеця, виписано чіткі ідейні позиції в сценарії, що рідко буває в українському кіно. До того ж «м'ясних» бойових сцен у стрічці майже немає — все вирішує концентрований сонячний промінь, який випаровує вороже військо за лічені секунди. Проте грізного супостата попередньо знешкоджує зброя сильніша, ніж модернізований «гіперболоїд» — сміх.

## Нагороди та відзнаки
- 2020 — премія імені Лесі Українки — номінація «Літературно-мистецькі твори для дітей та юнацтва» (автор сценарію — Олександр Власюк, творчий псевдонім — Сашко Лірник)[29];
- 2021 — V Національна кінопремія «Золота Дзиґа» — нагорода «Премія глядацьких симпатій»[30].